# Convair X-12
De Convair X-12 was de tweede fase in de ontwikkeling van de Atlas-raket, volgend op de Convair X-11. De X-12 is ook bekend als SM-65B of Atlas B. Terwijl de X-11 (Atlas A) was uitgerust met een enkele raketmotor, had de X-12 er drie. Twee van deze op vloeibare brandstof werkende raketten werden na de lancering afgeworpen. Men kan hierdoor spreken van een 1½-trapsraket. 

## Gebruik
De X-12 was de eerste raket die als 1½-trapsraket werd gebouwd. Dit concept bleef men bij de latere Atlasraketten gebruiken. Vanwege de door deze raket bereikte afstand (10.179 km) kan de X-12 als de eerste intercontinentale raket worden beschouwd.
Hoewel men in een artikel uit 2001 in het Code One Magazine door Lockheed beweert dat er nooit een X-12 is gebouwd, laat staan heeft gevlogen suggereert een foto zoals rechts anders.
Op 18 december 1958 lanceerde Atlas 10B SCORE, de eerste communicatiesatelliet ooit. Dit was tevens de eerste orbitale vlucht van een Atlas-raket.
X-1 · X-2 · X-3 · X-4 · X-5 · X-6 · X-7 · X-8 · X-9 · X-10 · X-11 · X-12 · X-13 · X-14 · X-15 · X-16 · X-17 · X-18 · X-19 · X-20 · X-21 · X-22 · X-23 · X-24 · X-25 · X-26 · X-27 · X-28 · X-29 · X-30 · X-31 · X-32 · X-33 · X-34 · X-35 · X-36 · X-37 · X-38 · X-39 · X-40 · X-41 · X-42 · X-43 · X-44 · X-45 · X-46 · X-47 · X-48 · X-49 · X-50 · X-51 · X-53 · X-57 ·  X-59